# 携帯線量計セット
携帯線量計セット（けいたいせんりょうけいセット）は、陸上自衛隊の装備。全部隊に配備される。携帯線量計セットのほかに、携帯線量計を荷電する携帯線量計荷電器4型も付属する。ガンマ線の放射線量を計測できるほか、X線の線量も測定可能。3mGy用と0.5Gy用の2つで1セットとなっている。

## 諸元
- 重量
  - 携帯線量計：24g
  - 荷電器：650g
- 測定範囲：ガンマ線 0~3mGy、0.5Gy

## 特徴
被服等に装着して携行する。ガンマ線の放射線量を後に測定する。線量計3型よりも9gほど重いが、線量計3型ではX線は計測できない。

## 製作
理研計器